# وحدة دواي لينس الحضرية
وحدة دواي لينس الحضرية، هي مجموعة من البلديات التي تتصل مبانيها ببعضها حول مدن دويه، لنس، ليفين، وهينان بومونت، وفقًا للمعهد الوطني للإحصاء والدراسات الاقتصادية.

## الخصائص
وفقًا للتصنيف الذي وضعه المعهد الوطني للإحصاء والدراسات الاقتصادية (INSEE) في عام 2010، جمعت وحدة دوبي لان الحضرية من 67 بلدية، منها 24 في منطقة الشمال و43 في منطقة باد كاليه.
في التصنيف الجديد لعام 2020، احتفظ النطاق بنفس البلديات الـ67. في عام 2021، جمعت الوحدة 505,839 نسمة، مما جعلها تحتل المرتبة الثانية في منطقة أو دو فرانس، بعد وحدة ليل الحضرية.
على المستوى الوطني، تحتل المرتبة العاشرة، بعد وحدة طولون الحضرية (المرتبة التاسعة)، وقبل وحدة ستراسبورغ الحضرية (المرتبة الحادية عشرة).